# Cabra, Dublin
Cabra (iriska An Chabrach, ungefär "det karga landet")  är en stadsdel belägen ungefär 2 kilometer norr om centrala Dublin. Fram till 1900-talet kallades den allmänt Cabragh. En stor del av Cabra byggdes upp på 1940-talet[källa behövs].
Bland kända personer från Cabra kan nämnas sångerskan Eleanor McEvoy, boxaren Steve Collins, författaren och journalisten Gene Kerrigan, skådespelaren Michael Gambon och skådespelerskan och sångerskan Angeline Ball.